# Chū-Bra!!
Chū-Bra!! (jap. ちゅーぶら!!, Chū Bura!! von chūgakusei no burajā (= brassière), dt. „Mittelschülerinnen-BHs“) ist eine von Yumi Nakata geschriebene und gezeichnete Manga-Reihe. Der Manga wurde von 2007 bis 2011 innerhalb des Magazins Comic High! abgedruckt, das von Futabasha herausgegeben wird. Eine Adaption als Anime-Fernsehserie wurde im Frühjahr 2010 im japanischen Fernsehen übertragen.

## Handlung
Im Zentrum der Geschichte steht die 12-jährige Schülerin Nayu Hayama (葉山 奈由, Hayama Nayu), die gleich am ersten Schultag für Aufsehen sorgt, als sie durch einen Ausrutscher der versammelten Schülerschaft ihre Unterwäsche – Unterwäsche für Erwachsene – präsentiert. Daraufhin verbreitet sich in der Schule das Gerücht, dass sie einen Sugardaddy haben bzw. Enjokōsai betreiben würde. Die beiden Schülerinnen Yako Jingūji (神宮寺 弥子, Jingūji Yako) und Haruka Shiraishi (白石 遥, Shiraishi Haruka) wollen dieser Sache auf den Grund gehen und beginnen ihr nachzuspionieren. Dabei finden sie heraus, dass Nayu eine Testerin für neue Unterwäsche ist und sie diesbezüglich auch viel Erfahrung hat und offen ist. Daraufhin eröffnet Nayu zusammen mit ihnen den Schulclub Shitagi Dōkōkai (下着同好会, „Unterwäsche-Hobbyvereinigung“) für Unterwäsche, um sie durch diesen wichtigen Teil dieser Lebensphase zu begleiten.

## Entstehung und Veröffentlichungen
Der Manga Chu-Bra!! wird von der japanischen Zeichnerin Yumi Nakata geschrieben. Das erste Kapitel der Reihe wurde am 22. Januar 2007 im Magazin Comic High! abgedruckt und das 48. und letzte Kapitel am 22. April 2011. Die Kapitel wurden zu sieben Tankōbon-Ausgaben zusammengefasst, die wie das Magazin von Futabasha veröffentlicht wurden. Die Reihe wird von Tong Li Publishing ebenfalls in Taiwan veröffentlicht.
- Bd. 1: ISBN 978-4-575-83416-1, 12. Oktober 2007
- Bd. 2: ISBN 978-4-575-83483-3, 12. Mai 2008
- Bd. 3: ISBN 978-4-575-83591-5, 12. März 2009
- Bd. 4: ISBN 978-4-575-83693-6, 12. November 2009
- Bd. 5: ISBN 978-4-575-83753-7, 12. April 2010
- Bd. 6: ISBN 978-4-575-83848-0, 11. Dezember 2010
- Bd. 7: ISBN 978-4-575-83927-2, 12. Juli 2011

## Anime
Der Manga wurde vom Animationsstudio ZEXCS unter der Regie von Yukina Hiiro als Anime-Fernsehserie umgesetzt. Die Musik der Serie wurde von Yoshihisa Hirano komponiert. Als Vorspann wurde der Titel Choose Bright!! (japanische Aussprache: chūzu buraito) verwendet, der von den Seiyū der Serie (Minori Chihara, Minako Kotobuki, Sayuri Yahagi und Yōko Hikasa) interpretiert wurde. Der Abspann wurde mit dem Titel Shy Girls unterlegt, der ebenfalls von diesem Quartett gesungen wurde. 
In Japan wird Chū-Bra!! seit dem 4. Januar 2010 auf AT-X übertragen. Neben der Ausstrahlung im japanischen Fernsehen wurde der Anime zeitgleich auf Crunchyroll mit englischen Untertitel als Stream angeboten.

### Synchronisation
| Rolle            | japanischer Sprecher (Seiyū) |
| ---------------- | ---------------------------- |
| Nayu Hayama      | Minori Chihara               |
| Haruka Shiraishi | Sayuri Yahagi                |
| Yako Jingūji     | Minako Kotobuki              |
| Hiroki Komachi   | Yūdai Satō                   |
| Kiyono Amahara   | Yōko Hikasa                  |